# Jesiona (Ostrzeszów)
Jesiona (deutsch Jeschune, 1939–1945 Jeschene) ist eine Ortschaft mit einem Schulzenamt der Stadt- und Landgemeinde Ostrzeszów im Powiat Ostrzeszowski der Woiwodschaft Großpolen in Polen.

## Geschichte

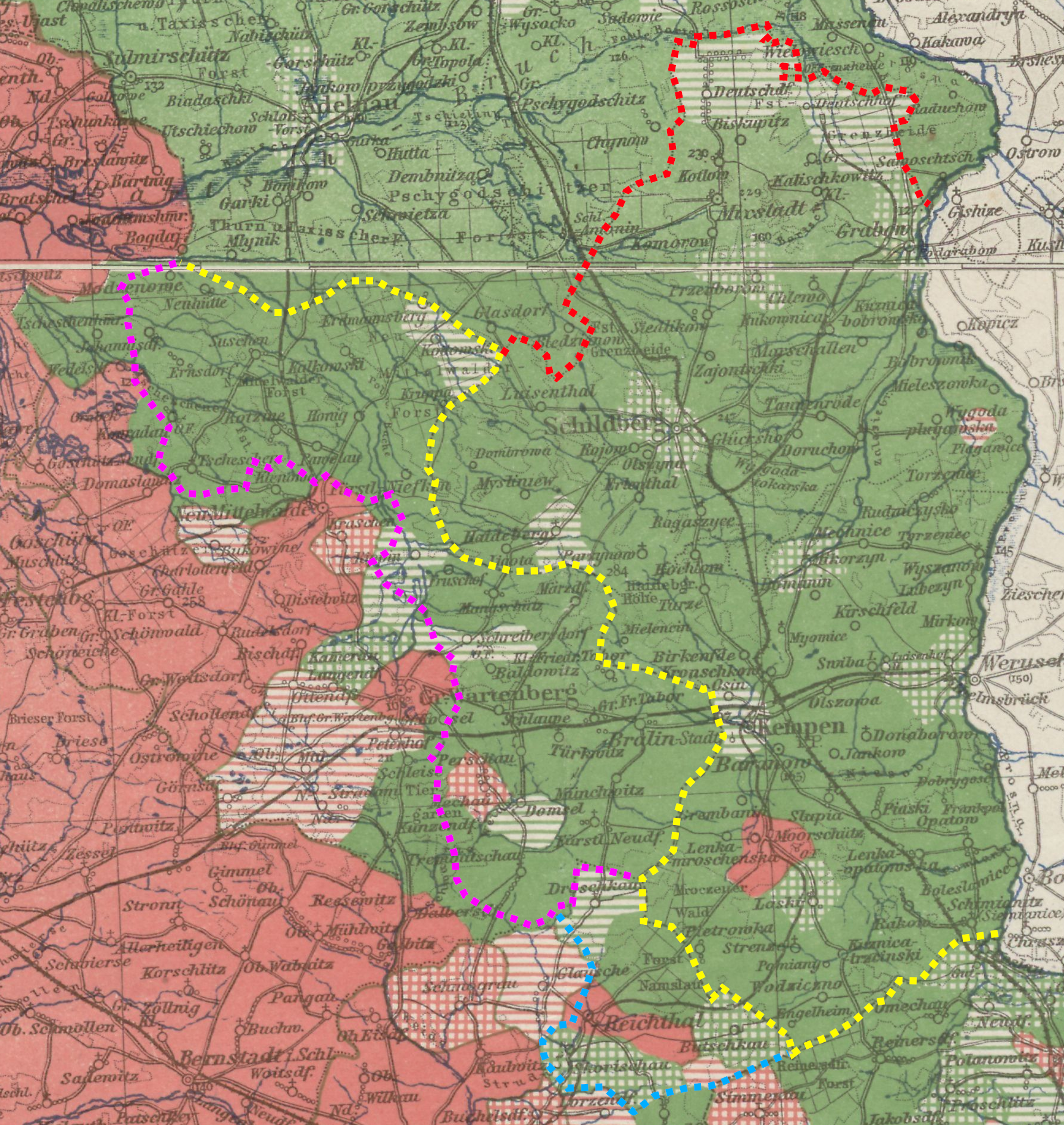
Sprachkarte aus dem Jahr 1910: Gelbe gestrichelte Linie: schlesisch-großpolnische Grenze, rosarote gestrichelte Linie: neue Grenze aus dem Jahr 1920

Der im Jahr 1845 als Jeschionne/Jesiona erwähnte Ort ist vom veralteten Adjektiv jesiony (jesion: Esche) abgeleitet.
Jeschune gehörte von 1818 bis 1920 dem schlesischen Landkreis Groß Wartenberg an. Mit dem überwiegend polnischsprachigen Ostteil des Landkreises wurde Jesiona zum 10. Januar 1920 infolge des Versailler Vertrags vom Deutschen Reich an das wiedergegründete Polen abgetreten. Seitdem ist Jesiona Teil der Woiwodschaft Posen bzw. Großpolen, zunächst im Powiat Odolanowski liegend.
Im Jahr 1921 gab es in der Gemeinde Jesiona im Powiat Odolanów 18 Häuser mit 127 Einwohnern, davon waren 100 deutscher und 27 polnischer Nationalität, 125 waren evangelisch, 2 römisch-katholisch.
Beim Überfall auf Polen 1939 wurde das Gebiet von den Deutschen besetzt und dem Landkreis Ostrowo im Reichsgau Wartheland zugeordnet. Nach dem Krieg verließ die Mehrheit der evangelischen Dorfbevölkerung den Ort. Der evangelische Friedhof mit überwiegend deutschsprachigen Aufschriften ist heute verlassen und verfällt.
Von 1975 bis 1998 gehörte Jesiona zur Woiwodschaft Kalisz.